# Río Manol
El río Manol es un curso de agua del noreste de la península ibérica, afluente del Muga. Discurre por la provincia española de Gerona.

## Descripción
Discurre por la provincia de Gerona. El río, de escaso caudal, nace en los alrededores de la localidad de Llorona y, tras pasar junto a Figueras, termina por desembocar en el río Muga a la altura de la localidad de Vilanova de la Muga. Aparece descrito en el decimoprimer volumen del Diccionario geográfico-estadístico-histórico de España y sus posesiones de Ultramar de Pascual Madoz de la siguiente manera:

MANOL: r. en la prov. de Gerona, part. jud de Figueras; nace al pie del l. de Lloroná, de la fuente llamada del Caritg; corre por la falda oriental de la montaña de la Mare de Deu del Mont, fertilizando los huertos de Aviñonet y Vilafant; da impulso á varios molinos de harina, pasa inmediato á Figueras y se une con el Muga, cerca del pueblo de Vilanova; hace años que se construyó una mina desde las inmediaciones de Sta. Llogalla, hasta la Creu de la Má, que lleva gran cantidad de aguas de este r. las cuales dan movimiento á las ruedas de dos magníficos molinos de harina, recien construidos de muy buen gusto y de elegante arquitectura; estas aguas vuelven á unirse al Manol, próximo a Vilatenim, despues de haber regado algunos campos de las inmediaciones; el Manol, aunque de escaso caudal, es muy temible su curso en las avenidas; cria buenas anguilas y barbos, y en algunos puntos se han visto nutrias de bastante magnitud.
(Madoz, 1848, p. 180)

Las aguas del río, perteneciente a la cuenca hidrográfica del Muga, terminan vertidas en el mar Mediterráneo.